# Romagne (Vienne)
Romagne település Franciaországban, Vienne megyében. Lakosainak száma 803 fő (2022. január 1.). Romagne Champagné-Saint-Hilaire, Blanzay, Brux, Champniers, Saint-Romain, Sommières-du-Clain és Valence-en-Poitou községekkel határos.

## Népesség
A település népessége az elmúlt években az alábbi módon változott:
| Lakosok száma | 844  | 867  | 971  | 887  | 897  | 905  | 869  | 836  | 803  |
|               | 2013 | 2015 | 2016 | 2017 | 2018 | 2019 | 2020 | 2021 | 2022 |